# Basilica di Santa Margherita
La Basilica minore - Santuario di Santa Margherita è un edificio sacro che si trova nel piazzale omonimo a Cortona, in provincia di Arezzo e diocesi di Arezzo-Cortona-Sansepolcro.

## Storia

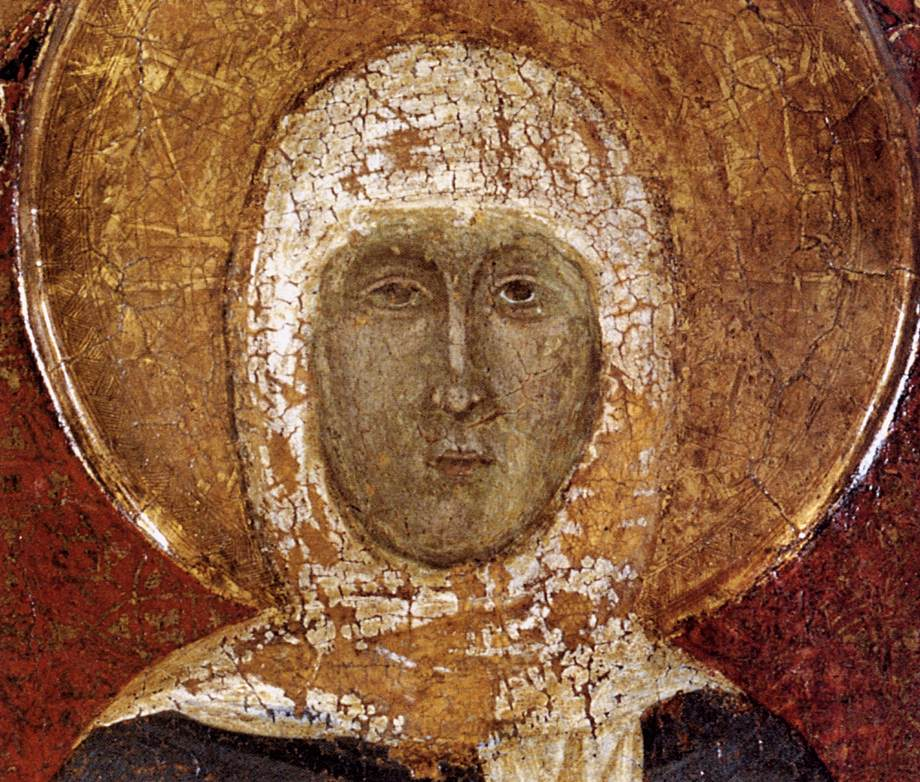
Santa Margherita
(anonimo, 1298, Cortona)

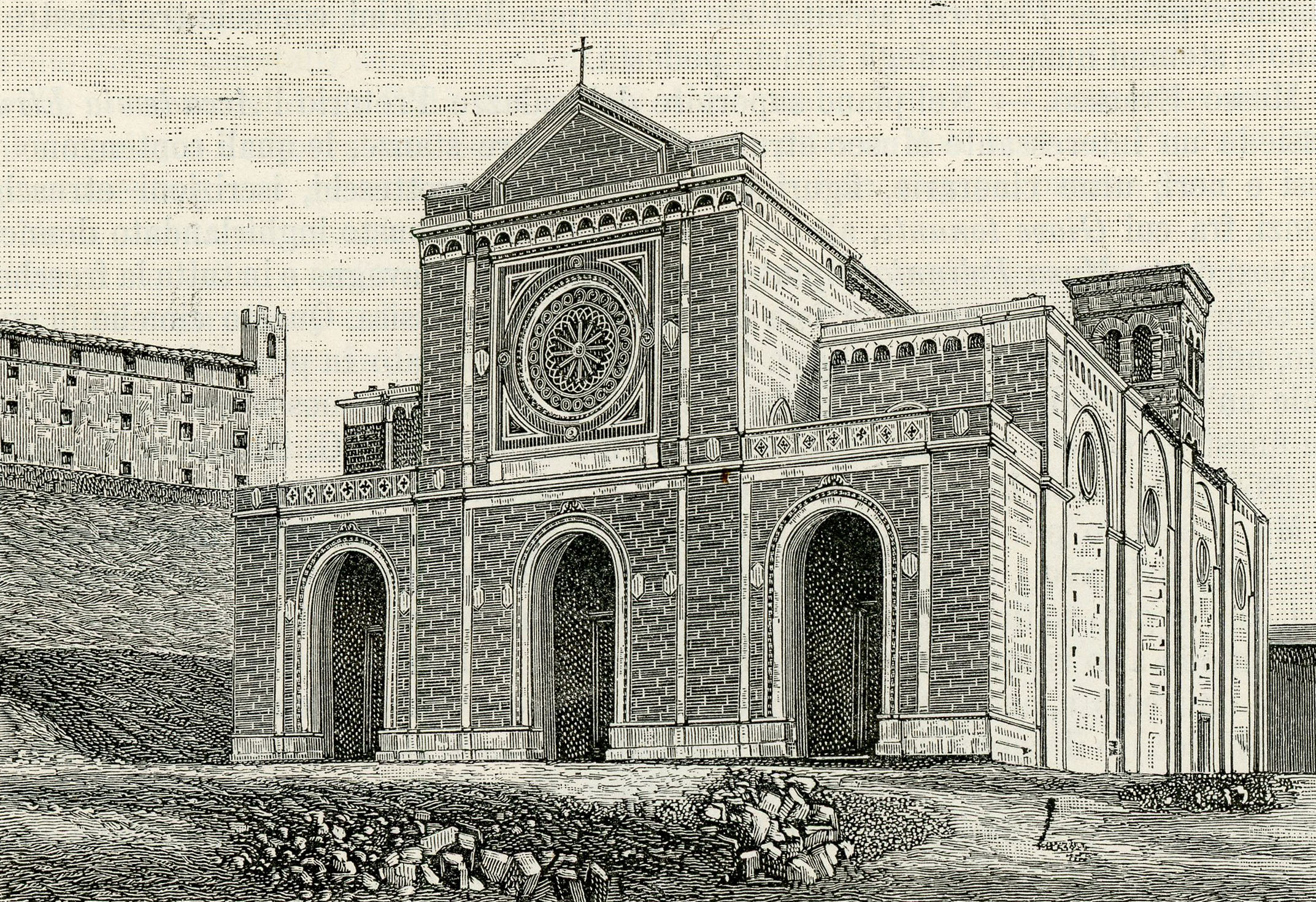
Basilica di Santa Margherita, xilografia del 1895

Interno della basilica

Il santuario è dedicato alla figura di Santa Margherita, patrona di Cortona e terziaria francescana, e alla successiva attività culturale e spirituale dei Francescani Osservanti. Alla morte della santa (22 febbraio 1297) si decise di costruire una chiesa in suo onore, a fianco dell'antica chiesetta di San Basilio che Margherita stessa aveva restaurato dopo averla scelta come luogo di penitenza e di preghiera.
I lavori furono avviati già nello stesso 1297, su progetto di Giovanni Pisano e nel 1304 l'edificio sacro era già costruito. Intorno al 1330 la nuova chiesa ospitò finalmente il corpo di Santa Margherita. Del trecentesco edificio rimangono solo il rosone in facciata, il campanile e le mura esterne del coro. Per tutto il Trecento la chiesa continuò ad essere abbellita con importanti affreschi. Di questo ciclo murale sono giunti a noi solo pochi frammenti conservati nel Museo diocesano, ma ne è conservata testimonianza in un codice del XVII secolo che documenta con ventuno scene acquerellate i dipinti murali perduti nel 1653 quando, a causa del loro cattivo stato di conservazione, vennero scialbati. L'analisi dei frammenti superstiti induce a datarli intorno al 1335 e ad attribuirli alla bottega di uno o di entrambi i fratelli Lorenzetti. Nel 1385 la chiesa fu affidata ai monaci Olivetani, sostituiti nel 1389 dai Minori Osservanti che ancora oggi ne hanno cura e accolgono i visitatori.
La chiesa ebbe successive trasformazioni in epoca moderna, di cui rimangono gli altari secenteschi, ma la trasformazione più importante, ma del tutto scomparsa, fu quella voluta a metà del '700 da Giovanni V, Re del Portogallo, che aveva ricevuto una grazia dalla Santa. 
La chiesa attuale è invece frutto della ricostruzione ottocentesca, affidata dapprima all'architetto Enrico Presenti, che sostituì l'originario impianto ad unica navata con una struttura basilicale, poi all'architetto Mariano Falcini, che terminò il sacro edificio senza accontentare i cortonesi. Pertanto, nel 1896 l'architetto Giuseppe Castellucci fu incaricato di rifare la facciata, che reca nell'occhio il rosone trecentesco dell'antica chiesa abbattuta. Nella facciata stessa, tre distinte lapidi riportano l'iscrizione in lettere capitali: EX PUBLICO VOTO / IN HON S MARGHARITAE P O EN / PERF A D MDCCCXCVII. Nell'agosto del 1927 fu elevata alla dignità di basilica minore.

## Interno
L'interno basilicale a tre navate divise da pilastri e con volte a crociera è un piacevole ambiente eclettico, di imitazione romanico-gotica, che coniuga i rimandi all'architettura soprattutto senese, con un gusto coloristico per la decorazione vivace tipicamente ottocentesco.
Sui quattro pilastri le statue di San Francesco, San Ludovico, Santa Elisabetta e Santa Chiara, di gesso imitante il marmo, sono opera di Giovanni ed Amalia Dupré.
Un organo a canne della ditta Mascioni di Cuvio (VA), opus 941, costruito nel 1972, con 31 registri distribuiti su 2 manuali, ha il materiale fonico alloggiato completamente sopra al portone d'ingresso centrale e la consolle mobile lungo la navata sinistra, dato che il sistema di trasmissione utilizzato è di tipo elettro-pneumatico.

## Il monumento funebre di santa Margherita
Conservato nella cappella del transetto di sinistra (come ultimo approdo di peregrinazioni forzate per motivi di carattere architettonico) è il monumento sepolcrale di santa Margherita in marmo scolpito, opera di ambito senese con evidenti richiami a Giovanni Pisano, opera di Agnolo e Francesco di Pietro (1362).
La cassa, che poggia su tre mensoloni che spartiscono due scene con miracoli post mortem, reca sul piano il corpo della santa, affiancato da due angeli-telamoni che sorreggono il coperchio dell'arca e un drappo, sovrastati da una struttura cuspidata, sorretta da colonnine tortili. La cassa è spartita nella fronte in quattro riquadri: Santa Margherita in atto di ricevere l'abito di penitente francescana; La santa assolta da Cristo per i meriti di San Francesco; Santa Margherita che dona la veste ai poveri; La morte della santa con l'animula accolta da Cristo.
In realtà il corpo di Santa Margherita è conservato entro un'urna collocata sopra l'altare maggiore, bordata da una cornice in lamina d'argento sbalzata e cesellata e pasta vitrea. I cortonesi, che si erano caricati dell'oneroso impegno finanziario, avevano commissionato il disegno della cornice a Pietro Berrettini e incaricato della realizzazione dapprima il fiorentino Adriano Lani (XVII secolo) e poi un ignoto argentiere fiorentino. Ma, a causa di un furto, nel 1978 la cornice è stata privata di una testa di angelo e ancora nel 1981 di parte della lamina del rivestimento dell'urna.

## Altre opere d'arte presenti
Nell'altare a destra dell'altar maggiore si trova collocato, dopo la ristrutturazione del primo Settecento, il Crocifisso detto di santa Margherita, in quanto la tradizione locale vi riconosce quel Crocifisso di fronte al quale la santa  era solita raccogliersi nella chiesa di San Francesco e che le aveva rivolto la parola. Anche gli studi più recenti confermano una tale identificazione, che porta a ritenere l'opera della seconda metà del Duecento (invece che della fine del XIII o dell'inizio del XIV secolo). Il crocifisso fu qui collocato nel 1602.
Legata ad una committenza cortonese, e precisamente a quella della famiglia Lucci il cui stemma viene giocosamente mostrato dall'angioletto a sinistra in basso, è l'importante tela dipinta nel 1602 circa da Francesco Vanni con Dio Padre, l'Immacolata Concezione e i santi Francesco, Domenico, Ludovico di Tolosa e la beata Margherita da Cortona. L'opera mostra una delle prime raffigurazioni seicentesche della beata Margherita, che forse proprio per questo suo status appare leggermente defilata rispetto agli altri santi.

## Opere già in Santa Margherita
- Luca Signorelli, Compianto sul Cristo morto (1502), oggi nel Museo diocesano di Cortona.